# Parti communiste syrien
Le Parti communiste syrien (arabe : الحزب الشيوعي السوري al-hizb ash-shuyū'ī as-sūrī) est le nom d'un parti politique communiste, syrien fondé en 1924. Après une scission en 1986, le nom est aujourd'hui utilisé par deux partis différents. Le parti a historiquement tenu une ligne pro-soviétique.
Le parti est devenu membre du Front national progressiste (FNP) à partir de 1972, le FNP fournit un cadre juridique aux partis soutenant la politique nationaliste arabe et socialiste du gouvernement syrien, tout en acceptant la conduite de l'État par le Parti Baas.

## Les origines du parti
Le parti se développa du parti communiste de la Syrie et du Liban, établi en 1924 et interdit peu après par les autorités mandataires.
En 1936, Khalid Bakdash, un Damascène qui a adhéré au parti en 1930 est devenu le secrétaire général du parti.
Le parti s'est opposé au régime de Vichy, et quand les Forces françaises libres ont pris le contrôle du pays, le parti a été légalisé.
À partir de 1944, les partis politiques syriens et libanais se sont séparés.
Bakdash a voulu présenter son parti comme un élément essentiel du mouvement national syrien contre la présence française en Syrie.
Contrairement aux autres partis politiques communistes, le parti communiste syrien a ouvert ses rangs à tous les Syriens, le parti avait un programme modéré ce qui lui a permis d'effectuer un large recrutement.
Le parti a reçu un large soutien de la classe ouvrière, des Kurdes, des milieux chrétiens grecs-orthodoxes et des intellectuels de gauche.
En 1954, après une série de dictatures militaires qui s'étaient succédé depuis 1949, la Syrie devient une démocratie et des élections ont lieu. C'est ainsi que Khaled Bagdash devient député pour le gouvernorat de Damas, devenant le premier communiste à avoir été élu dans un parlement arabe. Le parti était partagé sur le projet d'union entre la Syrie et l'Égypte de Gamal Abdel Nasser.
En Égypte, Nasser avait interdit le parti communiste égyptien et un certain nombre de partis politiques de gauche. Beaucoup de militants de gauche ont été emprisonnés, mais l'envie d'union entre la Syrie et l'Égypte était tel, que le parti communiste syrien n'a pas pu s'opposer à la politique menée par Nasser et à l'union des deux pays.

## Nasser et le Baath, 1958-1970
La République arabe unie est formée en 1958, après l'union de la Syrie et de l'Égypte. Après les critiques de Bakdash contre Nasser, dénonçant ce qu'il appelait une "fédération de perdants", Nasser lance une campagne de répression contre les membres du parti, la plupart sont emprisonnés et d'autres tués.
Finalement l'union est un échec, et après le coup d'État en Syrie du militaire Haydar al-Kouzbari, la Syrie fait sécession et quitte la fédération. Le Parti communiste, étant identifié comme un parti sécessionniste par les Syriens, a souffert d'une perte d'appui populaire et du soutien d'une large partie des Syriens.
Le Parti communiste se rapproche du parti Baas après l'arrivée au pouvoir de Salah Jedid en février 1966, et intègre son gouvernement.

## Opposition légale en 1972
En 1970, à la suite d'un coup d'État militaire contre le gouvernement de Salah Jedid, Hafez el-Assad prend le pouvoir. Il annonce vouloir mettre en place en Syrie un pluralisme politique limité dans un contexte de démocratie populaire. Cette volonté a pris la forme en 1972 du Front national progressiste. Seuls les partis membres du Front peuvent participer à la vie politique syrienne, pour joindre le Front, les partis syriens ont dû accepter la politique nationaliste arabe et socialiste du gouvernement.
Malgré les nombreuses restrictions qui attendraient le parti s'il acceptait de rejoindre le FNP, les militants du parti se prononcent pour l'union.

Les éléments les plus radicaux du parti étaient en désaccord total avec cette décision.

Mais en 1976, lors de la guerre civile libanaise, quand l'armée syrienne soutient les Phalanges libanaises contre les forces de l'OLP, les radicaux menés par Riad al-Turk les mènent à l'opposition. Al-Turk nomme son parti, le Parti communiste syrien (bureau politique) ou Parti communiste syrien (Riyad al-Turk).

## 1980, répression et scission
En dépit de sa participation au FNP, le gouvernement syrien avait restreint l'activité politique du parti communiste. Le gouvernement l'a empêché d'éditer ses différents journaux comme Nidhal ash-Sha'b ou An-Nour. Le parti devient alors clandestin, et malgré la présence des services de sécurité, le parti continue ses activités en tenant des fichiers d'adhésion qui étaient secrets.
En 1986, Bakdash et le député Youssouf Fayçal ont eu un désaccord sur la politique menée par Mikhaïl Gorbatchev et le Parti communiste de l'Union soviétique. Fayçal soutenait les réformes entreprises par Gorbatchev, alors que Bagdash s'y opposait. Ce qui a mené à une autre scission au sein du parti, les intellectuels rejoignent Fayçal tandis que la base militante continuait à soutenir Bagdash.
Les deux factions ont continué à utiliser le nom de « Parti communiste syrien » et ont maintenu leur participation au FNP.

## Le parti aujourd'hui
Khaled Bagdash est mort en 1995, et c'est sa femme, Wisal Farha Bakdash, qui a pris la tête du parti.
Vers la fin de la présidence de Hafez el-Assad, le pays s'est quelque peu libéralisé, le parti a ainsi pu reprendre l'édition de ses deux journaux.
Lors du printemps de Damas en 2000, le parti a joué un rôle important.
Les deux partis suivent aujourd'hui une politique semblable et demeurent membres du Front national progressiste dirigé par le Parti Baas. Dans le même temps, ils ont demandé la mise en place de réformes démocratiques et ont fortement critiqué la gestion par le gouvernement de la lutte contre la corruption, et la politique économique libérale, mise en place par le gouvernement ces dernières années.